# Egretta
Egretta ist eine Gattung in der Unterfamilie der Ardeinae innerhalb der Familie der Reiher. Es handelt sich um mittelgroße Vögel, von denen die meisten in wärmeren Klimazonen brüten. Vertreter dieser Gattung finden sich fast auf der ganzen Welt: Der Seidenreiher ist in der gesamten Alten Welt weitverbreitet und besiedelt ausgehend von der Karibik nun auch zunehmend Nord- und Südamerika.

## Beschreibung
Egretta-Arten sind langhälsig und langbeinig und weisen auch auf Grund ihrer langen und spitz zulaufenden Schnäbel eine Körperform auf, die als reihertypisch gilt. Ihre Gefiederfärbung dagegen  variiert sehr stark. Einige Arten haben reinweiße Gefieder wie etwa der Seidenreiher. Beim Elsterreiher dagegen ist nur die vordere Körperseite weiß und das übrige Gefieder schiefrig grau. Beim Rötelreiher dagegen sind bei einer Farbmorphe Hals und Kopf rotbraun gefärbt und das übrige Gefieder schiefergrau. Es gibt allerdings auch eine reinweiße Morphe. Beim Glockenreiher ist das gesamte Gefieder schiefrig dunkelgrau.  
Egretta-Arten brüten meistens in Kolonien. Sie sind dann auch häufig mit anderen Arten vergesellschaftet. Das Nest wird in Bäumen oder Sträuchern errichtet. Sie leben von Insekten, Fischen und Amphibien. Die meisten Arten der Gattung Egretta stehen regungslos im Wasser, bis Beute in ihre Nähe gelangt oder waten sehr langsam durch das Wasser. Eine besondere Form des Beuteerwerbs hat der Glockenreiher entwickelt, der seine Flügel schirmartig über dem Kopf ausbreitet, wenn er nach Nahrung sucht. 

## Systematik
Die Systematik der Reiher ist stark im Umbruch begriffen. Auf Grund phylogenetischer Untersuchungen sind Arten, die zuvor zur Gattung Egretta gerechnet wurden, der Gattung Ardea zugeordnet worden. So findet man gelegentlich in älterer Literatur den Silberreiher noch in der Gattung Egretta. Umgekehrt stellen Unterarten des Seidenreihers möglicherweise Arten dar.

## Arten

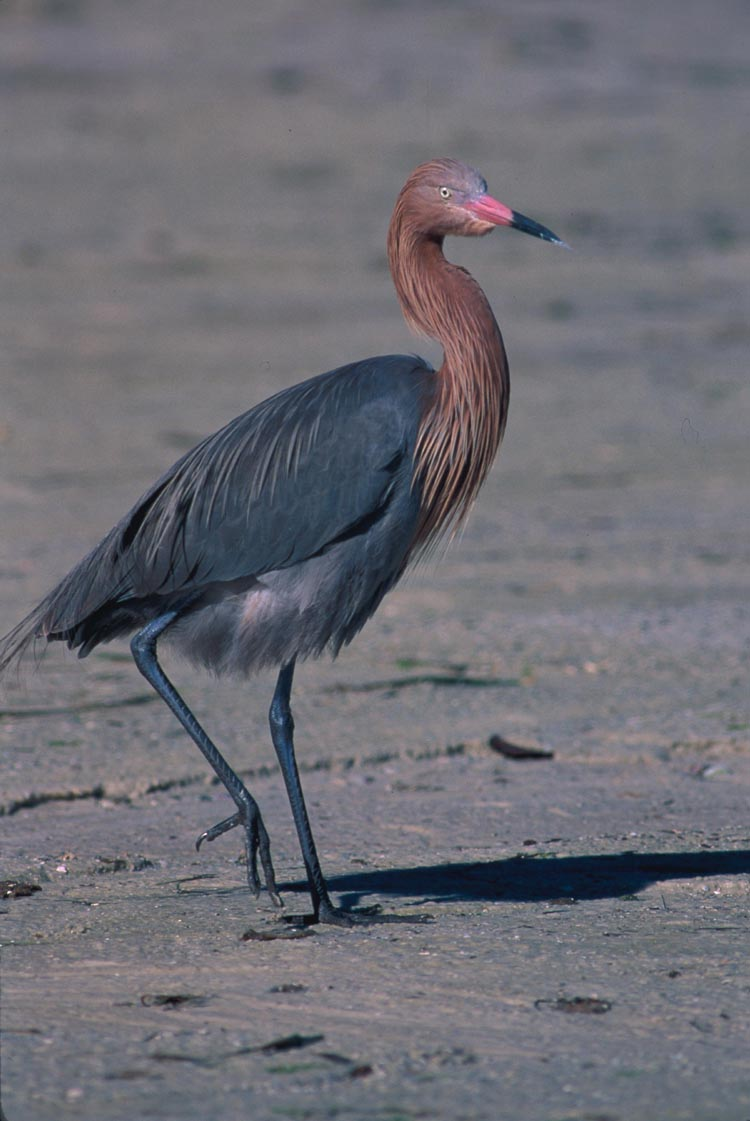
Rötelreiher, dunkle Morphe

Die folgenden Arten werden zur Gattung Egretta gezählt:
- Rötelreiher (Egretta rufescens)
- Elsterreiher (Egretta picata)
- Braunkehlreiher (Egretta vinaceigula)
- Glockenreiher (Egretta ardesiaca)
- Dreifarbenreiher (Egretta tricolor)
- Weißwangenreiher (Egretta novaehollandiae)
- Blaureiher (Egretta caerulea)
- Schmuckreiher (Egretta thula)
- Seidenreiher (Egretta garzetta)
- Schneereiher (Egretta eulophotes)
- Riffreiher (Egretta sacra)
- Küstenreiher (Egretta gularis)
- Meerreiher (Egretta dimorpha)

## Belege

### Einzelbelege
1. ↑  Kushlan et al., S. 192 und S. 193.
2. ↑  Kushlan et al., S. 21.